# Stanisław Chrobak (sportowiec)
Stanisław Chrobak (ur. 25 maja 1902 w Zakopanem, data śmierci nieznana) – polski żołnierz i narciarz, olimpijczyk z Chamonix w patrolu wojskowym.

## Występy na IO
| Rok  | Igrzyska Olimpijskie | Konkurencja     | Wyniki               |
| 1924 | Chamonix             | Patrol wojskowy | drużyna wycofała się |